# نظرية المؤامرة لرحلة بان آم 103
نظرية المؤامرة لرحلة بان آم 103 تشير إلى عدد من التفسيرات المحتملة لتفجير رحلة بان آم 103 في 21 ديسمبر 1988. استبقت بعض النظريات التحقيق الرسمي من قبل الشرطة الاسكتلندية والإف بي آي؛ ونشأت نظريات أخرى من تفسير مختلف للأدلة المقدمة في محاكمة العميل الليبي عبد الباسط المقرحي 2000-2001؛ ومع ذلك فقد تم تطوير آخرين بشكل مستقل من قبل أفراد ومنظمات خارج التحقيق الرسمي.
وكانت الجبهة الشعبية لتحرير فلسطين – القيادة العامة المشتبه به الأول في ضوء التهديد الذي أصدرته ضد المصالح الأميركية والإسرائيلية قبل التفجير. وكانت دولة إيران أيضا في الإطار في وقت مبكر جدا، مع الدافع الذي يعتقد أنه انتقام لإسقاط طائرة إيران الجوية 655 من قبل يو إس إس فينسين في يوليو 1988. وقد تعزز هذه النظرية لاحقا من قبل أبو القاسم مصباحي، الرئيس السابق لعمليات المخابرات الإيرانية في أوروبا، الذي صرح بعد أن فر إلى ألمانيا بأن إيران طلبت من ليبيا و‌أبو نضال، الزعيم الفلسطيني المسلح، تنفيذ الهجوم على بان آم 103.
وفي فيلمه لعام 1994 «الصليب المالطي المزدوج»، اقترح ألان فرانكوفيتش أن عملاء وكالة الاستخبارات المركزية المارقة كانوا متورطين في مؤامرة ضلوعهم في غض الطرف عن عملية تشغيل مخدرات مقابل معلومات استخباراتية. وقد أفرزت الأدلة التي قدمت في محاكمة المقراحي، إلى جانب المخاوف بشأن مصداقية إدانته، نظرية أنه تم إلفاق التهمة لليبيا. ويزعم أن أبو نضال اعترف بالتفجير قبل وفاته، الأمر الذي أدى إلى ظهور نظرية أخرى، في حين قدم جو فيالز تفسيرا خاصا به اعتمد على أن القنبلة تم تفجيرها عن بعد. وأخيرا، أشار باتريك هاسلدين في ديسمبر 2013 إلى أن التفجير كان اغتيالا قامت به حكومة الفصل العنصري في جنوب أفريقيا لمفوض الأمم المتحدة لناميبيا، برنت كارلسون.

## الجبهة الشعبية-القيادة العامة
ولأشهر عديدة بعد التفجير، كان المشتبه بهم الرئيسيين الجبهة الشعبية لتحرير فلسطين ــ القيادة العامة، وهي جماعة رافضة تتخذ من دمشق مقرا لها بقيادة النقيب السابق في الجيش السوري أحمد جبريل. وفي مؤتمر صحفي في فبراير 1986، حذر جبريل:
"لن يكون هناك أمان لأي مسافر على متن طائرة إسرائيلية أو أمريكية" (Cox and Foster 1991, p28).
وقد أبلغ المؤلف ديفيد يالوب عن عمليات اعتراض سرية لتسجيل الحرس الثوري الإيراني في بعلبك بلبنان، على أن يجري اتصالا مع الجبهة الشعبية لتحرير فلسطين-القيادة العامة فور إسقاط طائرة إيرباص إير إيران. زعم أن جهاز الاستخبارات الإسرائيلي (الموساد) اعترضت مكالمة هاتفية أجريت بعد يومين من رحلة بان ام 103 التي قام بها محتشمي - بور، وزير الداخلية في طهران، إلى القائم بالاعمال في السفارة الإيرانية في بيروت، توجيه السفارة لتسليم الأموال إلى جبريل وهنئتهم على نجاح «عملية الانتقام». يدعى أن جبريل تلقى 11 مليون دولار من إيران - على الرغم من أنه لم يتم تقديم أي تقرير مراجعة حسابات مصرفية لتأكيد الدفع.

## إيران
وقد اعتبر عدد من الصحفيين أن الدافع الإيراني للانتقام (الانتقام من إسقاط طائرة إيرباص إير إيران من قبل حاملة الطائرات فينسين) قد استبعد قبل الأوان من قبل المحققين. واسترعوا الانتباه إلى تعليق من رئيسة الوزراء البريطانية السابقة مارغريت تاتشر في مذكراتها عام 1993، حيث بدا أنها تهون من دافع الانتقام الليبي (لعملية وادي الدورادو، وتفجير طرابلس وبنغازي في عام 1986 من قبل القوات الجوية الأمريكية):
ولقد تبين أن هذه الضربة كانت أكثر حسما ضد الإرهاب الذي ترعاه ليبيا مما كنت لأتصوره في أي وقت مضى. ... وكانت هناك عمليات قتل انتقامية للرهائن البريطانيين نظمتها ليبيا، وهو ما كنت أندمه بشدة. ولكن الهجوم المضاد الليبي الذي كثر الحديث لم يحدث ولم يكن من الممكن أن يحدث... وكان هناك انخفاض ملحوظ في الإرهاب الذي ترعاه ليبيا في السنوات التالية.

## تهريب المخدرات من قبل المخابرات الأمريكية المركزية
تشير هذه النظرية إلى أن عملاء وكالة الاستخبارات المركزية الأمريكية (CIA) قد قاموا بإنشاء مسار محمي للمخدرات من أوروبا إلى الولايات المتحدة - يدعى عملية كوريا - وسمح ذلك لتجار المخدرات السوريين بقيادة منذر الكسار (الذي كان متورطا مع أوليفر نورث في فضيحة إيران كونترا) بشحن الهيروين إلى الولايات المتحدة باستخدام رحلات بان آم، في مقابل معلومات استخباراتية عن الجماعات الفلسطينية التي تحتجز رهائن في سوريا. ويزعم أن وكالة الاستخبارات المركزية قامت بحماية الحقائب التي تحتوي على المخدرات، وتتأكد من عدم تفتيشها. ففي يوم القصف، كما تقول النظرية، تبادل الإرهابيون الحقائب: أحدها مع مخدرات والآخر بقنبلة.
وقد قدم التايم نسخة أخرى من هذه النظرية، مدعية أن ضباط المخابرات الأمريكيين في بان آم 103 - ماثيو جانون من المخابرات الأمريكية المركزية والميجور تشارلز مكي من وكالة استخبارات الدفاع - قد اكتشفا عملية المخدرات، وكانوا متوجهين إلى واشنطن لإثارة مخاوفهم بشأن تأثيرها على خطط إنقاذ الرهائن الخاصة بهم.

## ليبيا وأبو نضال

أبو نضال في أوائل الثمانينات

كان أبو نضال يعد على نطاق واسع أكثر الإرهابيين الدوليين قسوة حتى تولى أسامة بن لادن زمام السمعة. وأفيد بأن نضال (المعروف أيضا صبري البنا) قد توفي في تبادل لإطلاق النار في بغداد في 16 أغسطس 2002. وقال عاطف أبو بكر، العضو الكبير السابق في جماعته، للصحفيين إنه قبل وفاته بقليل كشف أبو نضال إلى بكر أنه كان قد دبر تفجير بان آم 103.
وطبقا لعاطف أبو بكر، طلب القذافي من نضال أن ينسق مع رئيس المخابرات الليبية، عبد الله السنوسي، هجوم على الولايات المتحدة ردا على تفجير بنغازي وطرابلس عام 1986. ولم يقدم أي دليل يدعم هذه النظريات.

## جنوب غرب أفريقيا (ناميبيا)
ووفقا لنظرية أخرى، والتي اقترحها الدبلوماسي البريطاني السابق باتريك هاسلدين، فإن الفصل العنصري في جنوب أفريقيا كان مسؤولا عن تخريب بان آم 103. وتمتد جذور هذه النظرية إلى ادعاء من Die Zeit وفي فيلم «الصليب المالطي المزدوج»، بأن حكومة الولايات المتحدة كانت على علم بالقنبلة وحذرت الموظفين من سفاراتها في هلسنكي وموسكو، فضلا عن وفد رفيع المستوى من جنوب أفريقيا، لتجنب الرحلة. ويزعم أن شخصا ما اتصل بالسفارة الأميركية في هلسنكي بفنلندا قبل 16 يوما من التفجير محذرا من وجود قنبلة على طائرة بان آم تغادر فرانكفورت إلى الولايات المتحدة؛ ولم يقم أي من موظفي سفارة موسكو برحلة الطيران بالرغم من أنها كانت طريق شائع لهم خلال عيد الميلاد.

## سوريا
في الفصل الخامس من الفيلم الوثائقي «فرط النورموجية» لعام 2016 من إعداد آدم كيرتس، يقترح أن تستخدم إدارة ريغان معمر القذافي كبيدق في استراتيجيتها لخلق سياسة خارجية مبسطة لا لبس فيها أخلاقيا بإلقاء اللوم عليه عن هجمات مطار روما وفيينا في عام 1985، وفي تفجير مرقص برلين في عام 1986، والذي أسفر عن مقتل جنود أميركيين، والذين نسبتهما أجهزة الأمن الأوروبية إلى وكالات المخابرات السورية. يوصف القذافي بأنه يتبع الموجة لرفع صورته كثوري في العالم العربي. وقد وصف قصف الولايات المتحدة لليبيا عام 1986، بعد 10 يوما من تفجير الديسكو، بأنه عملية تم تنفيذها أساسا لأسباب تتعلق العلاقات العامة، لأن الولايات المتحدة وبريطانيا احتاجت لمساعدة سوريا ضد صدام حسين.

## وصلات خارجية
- نقاش برلماني يقوده عضو البرلمان في تام دالييل، يوليو 1997
- Taking the blame by باول فووت، a review of Lester Coleman's book[وصلة منتهكة للحقوق]
- "Setting Up" Libya for the Lockerbie bombing
- "Setting Up" Libya - Part 2
- The bomb trigger on Pan Am 103
- ليبيا تعرض تسوية لوكربي بقيمة 2.7 مليار دولار by Patrick Rizzo, The Namibian, May 29, 2002
- التركيز: هل تم تحقيق العدالة؟